# St. Johnsbury (város, Vermont)
St. Johnsbury település az Amerikai Egyesült Államok Vermont államában, Caledonia megyében, melynek megyeszékhelye is. Lakosainak száma 7364 fő (2020. április 1.).

## Népesség
A település népességének változása:

| 2010 | 7 603 |
| 2020 | 7 364 |